# 普明寺 (宝塚市)
普明寺（ふみょうじ）は、兵庫県宝塚市にある曹洞宗の寺院。山号は慈光山。本尊は阿弥陀如来。摂津国三十三ヶ所第12番札所の本尊である千手観音は本堂内部の左側に安置されている。

## 歴史
- 平安時代中期に多田庄の領主であった源満仲の四男頼平が開山したと伝わる。
- 当初真言宗の寺院であり、長徳年間（995年‐998年）には一条天皇の勅願寺となって寺領を有し栄えたと伝わる。しかし、鎌倉期以降は多田源氏の没落により寺勢が傾き衰退したという。
- 江戸時代の初期には廃寺同様となっていたが、寛文年間（1661年‐1672年）頃、曹洞宗の寺院として再興される。
- 慶応2年（1866年）に火災で堂宇が焼失した為、近隣の金福寺を廃して一時的に普明寺としたのち、明治12年（1879年）に本堂を再建した。以後、段階的に再建、改築を重ねて現在に至る。なお、金福寺跡は、昭和6年（1931年）に完成した千苅ダムにより水没した。
- 境内近くには、律師満照（源頼平）・藤原仲光・幸寿丸の霊廟がある。

## 文化財
- 「宝篋印塔」は兵庫県の重要文化財に、「厨子扉絵」「笠塔婆」は宝塚市の有形文化財に、それぞれ指定されている。

## 有角馬の頭
- 源満仲が龍女の頼みで大蛇を退治したときに授けられたと伝えられる、2本の角を持つ馬の頭骨。寺宝として、雨乞いに使われる。

## 所在地・交通
兵庫県宝塚市波豆字向井山1-26
阪急田園バス2・3・4系統「普明寺橋」より徒歩約10分。